# Àngel Torrens i Dalmau
Àngel Torrens i Dalmau (Manresa, 1903 — Barcelona, 1962) fou un polític i advocat català.
Fou fundador i dirigint del partit Acció Popular Catalana, adherit a la CEDA. Després dels fets del Sis d'Octubre, formà part de la Generalitat de Catalunya com a conseller de treball durant el 1935. El 1937 passà a la zona nacional.
Fou membre del col·legi d'advocats de Manresa.